# Mi hijo Damián
Mi hijo Damián fue una telenovela argentina dirigida por Mario Musacchio para Canal 11 (actualmente Telefe) en 1974. Estuvo protagonizada por Enrique Liporace, María Aurelia Bisutti y Víctor Laplace, teniendo como coprotagonista a Alicia Bruzzo y con las participaciones secundarias de Ulises Dumont y el primer actor Roberto Airaldi.

## Elenco
- Enrique Liporace
- María Aurelia Bisutti - Consuelo
- Víctor Laplace
- Alicia Bruzzo - Cecilia
- Roberto Airaldi
- Ulises Dumont
- Santiago Gómez Cou
- Gilda Lousek
- Aída Luz
- Iris Marga
- Pepita Muñoz
- Sabina Olmos
- Rodolfo Ranni

## Equipo técnico
- Historia: Gerardo Galván
- Dirección: Mario Musacchio